# Маятник Капицы

Одна из конструкций маятника Капицы: мотор приводит кривошип, который через шатун и рычаг передаёт вибрацию на перевёрнутый маятник.

Ма́ятником Капицы называется система, состоящая из грузика, прикреплённого к лёгкой нерастяжимой спице, которая крепится к вибрирующему подвесу. Маятник носит имя академика и нобелевского лауреата П. Л. Капицы, построившего в 1951 году теорию для описания такой системы. При неподвижной точке подвеса модель описывает обычный математический маятник, для которого имеются два положения равновесия: в нижней точке и в верхней точке. При этом равновесие математического маятника в верхней точке является неустойчивым, и любое сколь угодно малое возмущение приводит к потере равновесия.
Удивительной особенностью маятника Капицы является то, что, вопреки интуиции, перевёрнутое (вертикальное) положение маятника может быть устойчивым в случае быстрых вибраций подвеса. Хотя такое наблюдение было сделано еще в 1908 году А. Стефенсоном, в течение длительного времени не имелось математического объяснения причин такой устойчивости. П. Л. Капица экспериментально исследовал такой маятник, а также построил теорию динамической стабилизации, разделяя движение на «быстрые» и «медленные» переменные и введя эффективный потенциал. Работа П. Л. Капицы, опубликованная в 1951 году, открыла новое направление в физике — вибрационную механику. Метод П. Л. Капицы используется для описания колебательных процессов в атомной физике, физике плазмы, кибернетической физике. Эффективный потенциал, описывающий «медленную составляющую движения», описывается в томе «механика» курса теоретической физики Л. Д. Ландау.
Маятник Капицы интересен ещё и тем, что в такой простой системе можно наблюдать параметрические резонансы, когда нижнее положение равновесия не является больше устойчивым и амплитуда малых отклонений маятника нарастает со временем. Также, при большой амплитуде вынуждающих колебаний в системе могут реализовываться хаотические режимы, когда в сечении Пуанкаре наблюдаются странные аттракторы.

## Обозначения

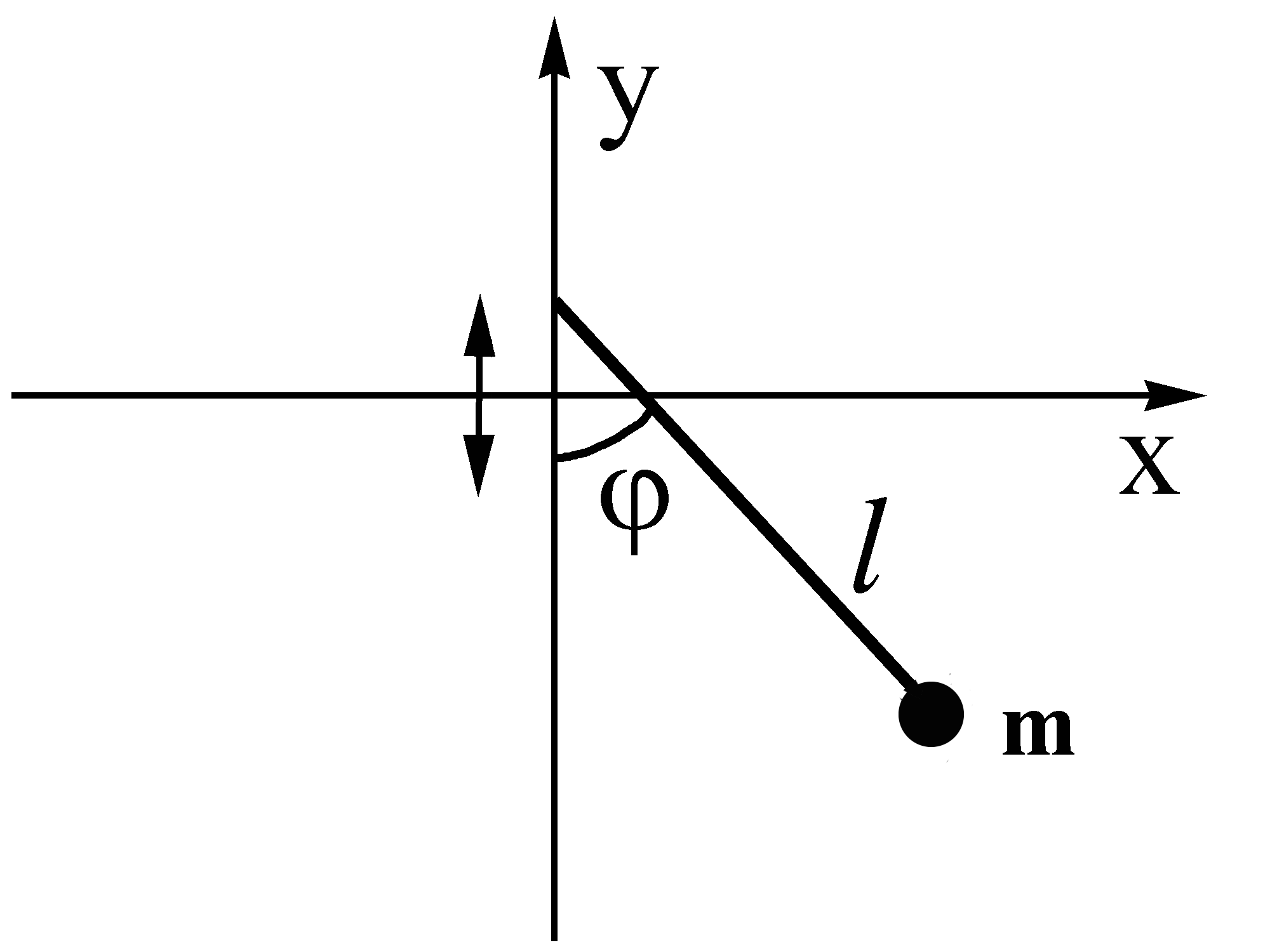
Схема маятника Капицы

Направим ось {\displaystyle y} вертикально вверх, а ось {\displaystyle x} горизонтально, так чтобы плоское движение маятника происходило в плоскости ({\displaystyle x} — {\displaystyle y}). Введём обозначения:
- {\displaystyle \nu } — частота вынуждающих вертикальных гармонических колебаний подвеса,
- {\displaystyle a} — амплитуда вынуждающих колебаний,
- {\displaystyle \omega _{0}={\sqrt {g/l}}} — собственная частота колебаний математического маятника,
- {\displaystyle g} — ускорение свободного падения,
- {\displaystyle l} — длина лёгкого стержня,
- {\displaystyle m} — масса грузика.

Если угол между стержнем и осью {\displaystyle y} обозначить как {\displaystyle \varphi }, то зависимость координат грузика от времени запишется следующими формулами:
{\displaystyle \left\{{\begin{aligned}x&=l\sin \varphi ,\\y&=-l\cos \varphi -a\cos \nu t.\end{aligned}}\right.}

## Энергия маятника
Потенциальная энергия маятника в поле тяжести задаётся положением грузика по вертикали как
{\displaystyle E_{\text{pot}}=-mg(l\cos \varphi +a\cos \nu t).}
В кинетической энергии помимо обычного слагаемого {\displaystyle E_{\text{kin}}=ml^{2}{\dot {\varphi }}^{2}/2}, описывающего движение математического маятника, имеются дополнительные составляющие, вызванные вибрацией подвеса:
{\displaystyle E_{\text{kin}}={\frac {ml^{2}}{2}}{\dot {\varphi }}^{2}+mal\nu ~\sin(\nu t)\sin(\varphi ){\dot {\varphi }}+{\frac {ma^{2}\nu ^{2}}{2}}\sin ^{2}(\nu t).}
Полная энергия даётся суммой кинетической и потенциальной энергий
{\displaystyle E=E_{\text{kin}}+E_{\text{pot}}}, а лагранжиан системы — их разностью
{\displaystyle L=E_{\text{kin}}-E_{\text{pot}}}.
Для математического маятника полная энергия является сохраняющейся величиной, поэтому кинетическая энергия {\displaystyle E_{\text{kin}}} и потенциальная энергия {\displaystyle E_{\text{pot}}} на графике их зависимости от времени {\displaystyle t} симметричны относительно горизонтальной прямой. Из теоремы вириала следует, что средняя кинетическая и потенциальная энергии в гармоническом осцилляторе равны. Поэтому горизонтальная прямая, относительно которой имеется симметрия {\displaystyle E_{\text{kin}}} и {\displaystyle E_{\text{pot}}}, соответствует половине полной энергии.

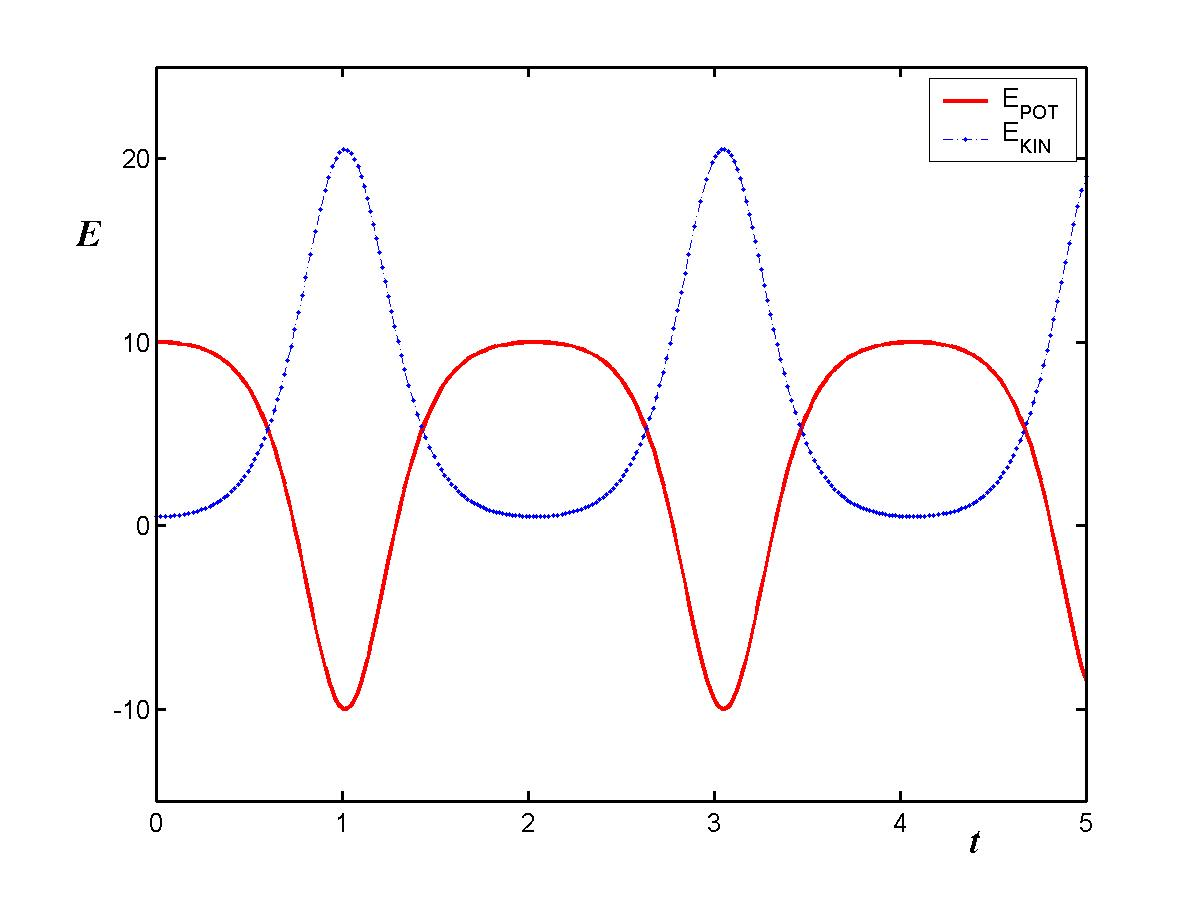
Характерные зависимости потенциальной и кинетической энергий от времени для математического маятника

Если подвес колеблется, то полная энергия больше не сохраняется. Кинетическая энергия является более чувствительной к вынуждающим колебаниям, чем потенциальная. Потенциальная энергия {\displaystyle E_{\text{pot}}=mgy} ограничена как сверху, так и снизу: {\displaystyle -mg(l+a)<E_{\text{pot}}<mg(l+a)}, в то время как кинетическая энергия ограничена только снизу: {\displaystyle E_{\text{kin}}\geqslant 0}. При больших значениях частоты {\displaystyle \nu } кинетическая энергия может быть много больше потенциальной.

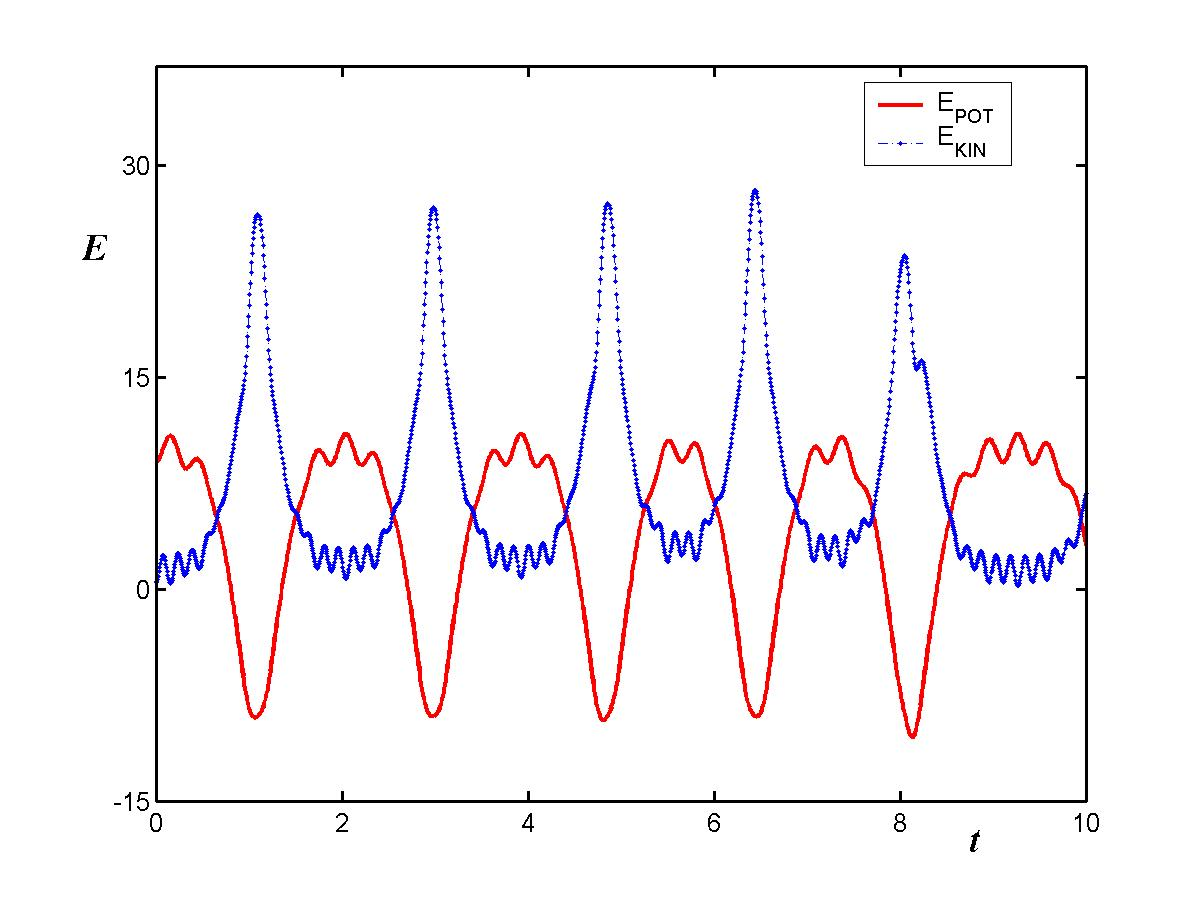
Характерные зависимости потенциальной и кинетической энергий от времени для маятника Капицы

## Уравнение движения
Движение маятника удовлетворяет уравнениям Эйлера — Лагранжа. Зависимость фазы маятника {\displaystyle \varphi } от времени определяет положение грузика:
{\displaystyle {\frac {d}{dt}}{\frac {\partial L}{\partial {\dot {\varphi }}}}={\frac {\partial L}{\partial \varphi }}.}
Дифференциальное уравнение
{\displaystyle {\ddot {\varphi }}=-(a\nu ^{2}\cos \nu t+g){\frac {\sin \varphi }{l}},}
описывающие эволюцию фазы маятника нелинейно из-за имеющегося в нём множителя {\displaystyle \sin \varphi }. Наличие нелинейного слагаемого может приводить к хаотическому поведению и появлению странных аттракторов.

## Положения равновесия

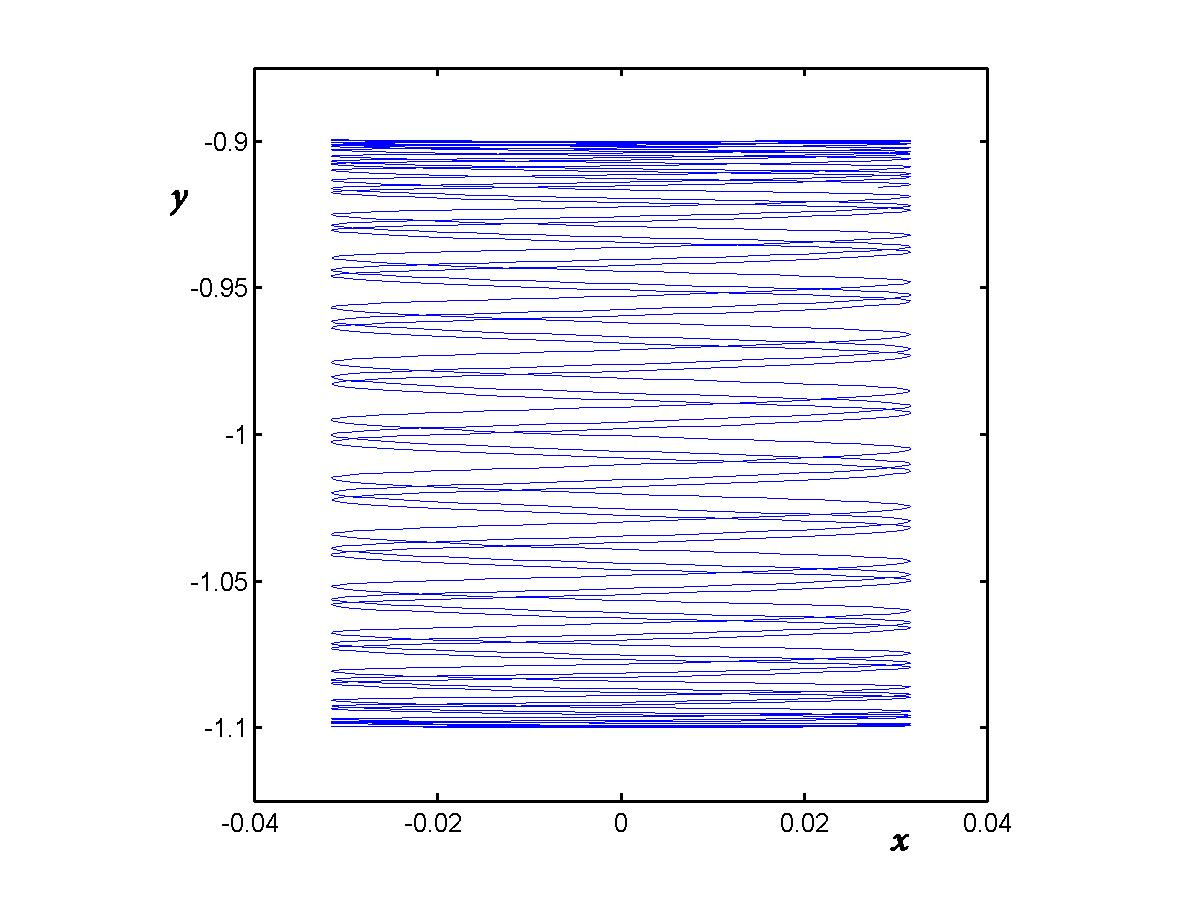
Колебания маятника Капицы в глобальном (нижнем) минимуме.

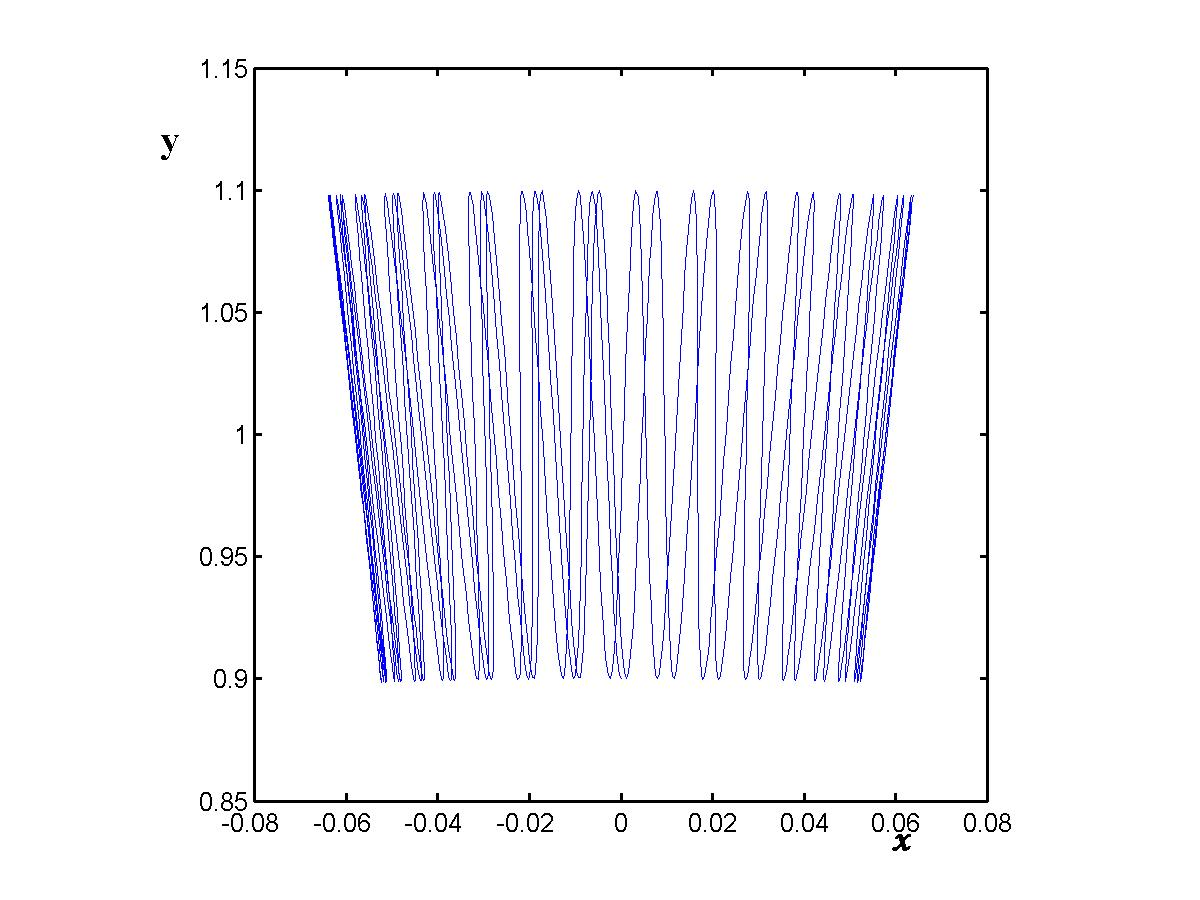
Колебания маятника Капицы в локальном (верхнем) минимуме.

Модель маятника Капицы является более общей, чем модель математического маятника. Последняя получается в предельном случае {\displaystyle a=0}. Фазовый портрет математического маятника хорошо известен. На координатной плоскости это просто окружность {\displaystyle x^{2}+y^{2}=l^{2}=\mathrm {const} }. Если в начальный момент времени энергия маятника была больше, чем максимум потенциальной энергии {\displaystyle E>mgl}, то траектория будет замкнутой и циклической. Если же энергия маятника была меньше {\displaystyle E<mgl}, то он будет совершать периодические колебания около единственной устойчивой точки равновесия с наименьшим значением потенциальной энергии {\displaystyle x=0,~y=-l}. В случае математического маятника полная энергии системы не меняется.
В случае {\displaystyle a\neq 0} система более не является замкнутой и её полная энергия может изменяться. Если при этом, частота вынуждающих колебаний {\displaystyle \nu } много больше частоты собственных колебаний {\displaystyle \omega _{0}}, то такой случай можно проанализировать математически. Оказывается, что если ввести эффективный потенциал, в котором движется маятник (медленно относительно частоты {\displaystyle \nu }), то этот потенциал может иметь два локальных минимума — один, как и раньше в нижней точке {\displaystyle (0,-l)}, а другой в верхней точке {\displaystyle (0,l)}. То есть точка {\displaystyle (0,l)} абсолютно неустойчивого равновесия для математического маятника, может оказаться точкой устойчивого равновесия для маятника Капицы.

## Фазовый портрет

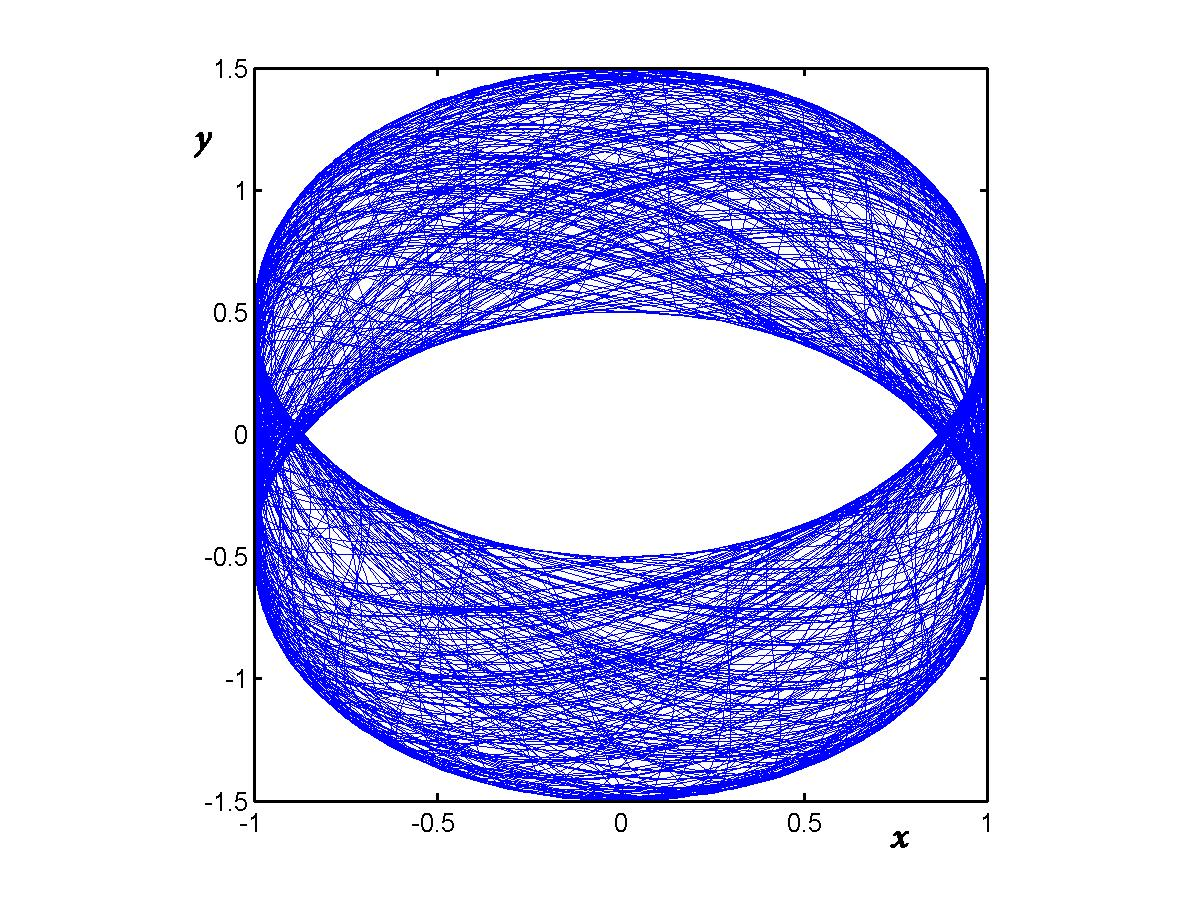
Портрет системы в координатном пространстве для маятника Капицы при относительно небольшой амплитуде вынуждающих колебаний

Интересные фазовые портреты могут быть получены для значений параметров, недоступных для аналитического рассмотрения, например в случае большой амплитуды колебания подвеса {\displaystyle a\approx l}. Если увеличить амплитуду вынуждающих колебаний до половины длины маятника {\displaystyle a=l/2}, то получится картина аналогичная той, которая изображена на рисунке.

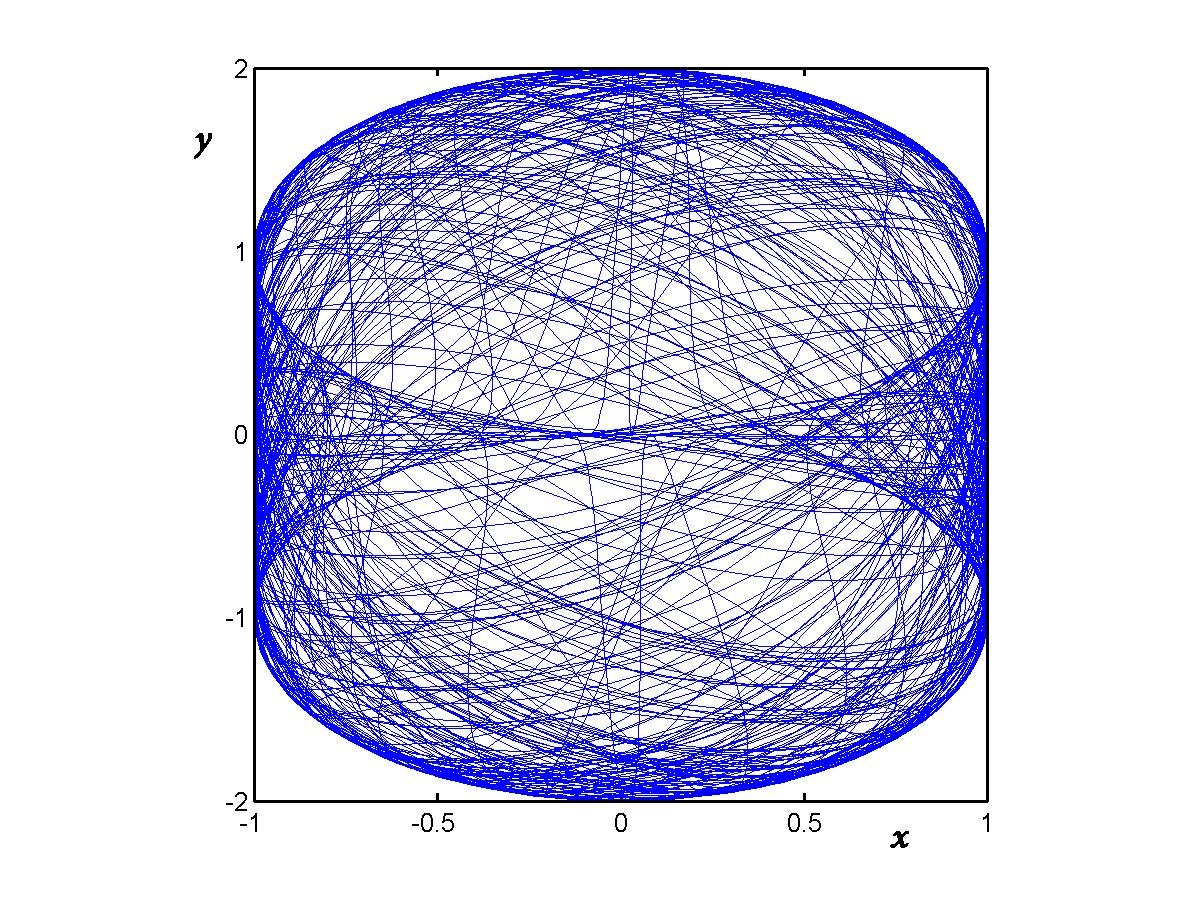
Портрет системы в координатном пространстве для маятника Капицы при большой амплитуде вынуждающих колебаний

При дальнейшем увеличении амплитуды {\displaystyle a} (начиная от значения {\displaystyle a=l}), всё внутреннее пространство начинает «замазываться» полностью, то есть, если ранее не все внутренние точки координатного пространства были доступны, то теперь система может побывать в любой точке. Очевидно, что дальнейшее увеличение длины {\displaystyle a} принципиально более не изменит картину.

## Интересные факты
- Как отмечал П. Л. Капица, маятниковые часы на вибрирующем основании всегда спешат.
- В коридоре института физических проблем стояла работающая модель маятника Капицы, и любой желающий мог воочию убедиться, как при её включении маятник поднимался и оставался в вертикальном положении.
- Метод эффективного потенциала был разработан П. Л. Капицей во время работы над высокочастотным генератором «ниготроном», названным так по месту исследования у себя на даче на Николиной Горе. Для того чтобы не было проблем с «секретностью» при публикации метода, П. Л. Капица придумывает простую физическую модель, к которой был бы применим этот метод. Таким образом, появляются статьи[1] про маятник с вибрирующим подвесом.
- П. Л. Капица предлагал решить задачу в изменённом варианте поступающим к нему в аспирантуру. Требовалось отыскать условие устойчивости акробата на доске, положенной на цилиндр, лежащий на боку. Ожидаемый ответ был, что если акробат начинал быстро переступать ногами, то его положение становилось устойчивым.
- При ходьбе устойчивость тела увеличивается в несколько раз по сравнению с устойчивостью при стоянии. Этот биомеханический феномен до настоящего времени не изучен. Существует гипотеза, которая объясняет устойчивость тела при ходьбе колебательными движениями центра голеностопного сустава. Тело человека представляется с позиции перевёрнутого маятника с центром в области голеностопных суставов, который приобретает устойчивость в вертикальном положении, если его центр совершает колебание вверх-вниз с достаточно высокой частотой (маятник Капицы).